# Пилоны-караульни (восточные и западные) ворот Нижнего сада
Въездные ворота Нижнего парка Стрельны — памятник архитектуры. Расположен в Стрельне, по концам поперечной аллеи Стрельнинского парка, в Нижнем саду.
Сооружены в 1754—1758 годах по проекту Б. Ф. Растрелли (одновременно с похожими воротами ограды Верхнего сада Петергофа).
У каменных пилонов ворот сложная барочная конфигурация плана. Углы пилонов со стороны въезда в парк срезаны по вогнутой линии, внутри пилонов сделаны сторожки, в которые можно войти со стороны этого среза. Дверные проёмы полуциркульные, декорированные наличниками с замковыми камнями. Все четыре стороны пилонов украшены парными колоннами, на главном фасаде и фасаде со стороны сада колонны завершены небольшими фронтонами, что позволяет трактовать их как портики.
Пилоны колонн кирпичные, цоколь, базы и капители колонн и пилястр, профилированные тяги архитрава и карнизы каменные.
На кровле стояли вырезанные из дерева статуи и вазы, сделанные в 1755 году по моделям И. Дункера. К 1832 году четыре статуи и вазы нуждались в реставрации и были сняты с ворот по распоряжению Х. Ф. Мейера.